# Campeonato Mundial de Piragüismo en Maratón de 2004
El XII Campeonato Mundial de Piragüismo en Maratón se celebró en Bergen (Noruega) entre el 31 de julio y el 1 de agosto de 2004 bajo la organización de la Federación Internacional de Piragüismo (ICF).

## Resultados

### Masculino
| Evento | Oro                                                                | Plata                                            | Bronce                                                 |
| ------ | ------------------------------------------------------------------ | ------------------------------------------------ | ------------------------------------------------------ |
| C1     | Edvin Csabai · Hungría · 3:07:51                                   | Radoslav Rus · Eslovaquia · 3:09:04              | Bertrand Hemonic Francia 3:09:51                       |
| C2     | Edvin Csabai · Attila Gyore · Hungría · 2:54:07                    | Jose Sousa Nuno Barros Portugal 2:55:15          | Ramón Ferro · Óscar Graña · España · 2:57:06           |
| K1     | Manuel Busto Fernández · España · 2:42:03                          | Michael Kongsgaard Dinamarca 2:42:04             | Shaun Rubenstein Sudáfrica 2:43:30                     |
| K2     | Manuel Busto Fernández · Oier Aizpurua Aranzadi · España · 2:32:14 | Istvan Salga · Attila Jambor · Hungría · 2:32:19 | Viktor Szakaly · Krisztian Szigeti · Hungría · 2:32:27 |

### Femenino
| Evento | Oro                                                 | Plata                                            | Bronce                                        |
| ------ | --------------------------------------------------- | ------------------------------------------------ | --------------------------------------------- |
| K1     | Elisabetta Introini · Italia · 3:03:36              | Beatriz Gomes Portugal 3:03:39                   | Barbara Przybylska · Polonia · 3:03:39        |
| K2     | Berenike Faldum · Linda Benedek · Hungría · 2:50:16 | Anne Lolk Thomsen Mette Barfod Dinamarca 2:50:17 | Amaia Osaba · Naiara Gomez · España · 2:50:36 |

## Medallero
| Núm. | País       | Oro | Plata | Bronce | Total |
| ---- | ---------- | --- | ----- | ------ | ----- |
| 1    | Hungría    | 3   | 1     | 1      | 5     |
| 2    | España     | 2   | 0     | 2      | 4     |
| 3    | Italia     | 1   | 0     | 0      | 1     |
| 4    | Portugal   | 0   | 2     | 0      | 2     |
| 4    | Dinamarca  | 0   | 2     | 0      | 2     |
| 5    | Eslovaquia | 0   | 1     | 0      | 1     |
| 6    | Polonia    | 0   | 0     | 1      | 1     |
| 6    | Sudáfrica  | 0   | 0     | 1      | 1     |
| 6    | Francia    | 0   | 0     | 1      | 1     |
|      | TOTAL      | 6   | 6     | 6      | 18    |